# Backas barrskogs naturreservat
Backas barrskogs naturreservat är ett naturreservat i Lilla Edets kommun i Västra Götalands län.
Området är naturskyddat sedan 2018 och är 16 hektar stort. Reservatet ligger norr om Skepplanda och öster om Lödöse. Reservatet består av tall och gran och även en hel del ek och björk och i mindre omfattning också asp och sälg, klibbal, lönn och hassel. 